# Psorophora totonaci
Psorophora totonaci är en tvåvingeart som beskrevs av Lassmann 1951. Psorophora totonaci ingår i släktet Psorophora och familjen stickmyggor. Inga underarter finns listade i Catalogue of Life.